# Эркен-Шахар
Эрке́н-Шаха́р (ног. Эркин-Шахар — «свободный город») — посёлок сельского типа в Карачаево-Черкесии (до 1992 года — посёлок городского типа). Административный центр Ногайского района и Эркен-Шахарского сельского поселения.

## География
Посёлок расположен в восточной части Ногайского района, на левом берегу реки Кубань, чуть выше впадения в неё реки Малый Зеленчук. Находится в 18-20 км к северо-западу от Черкесска и в 31 км к югу от города Невинномысск (расстояние по дороге). В посёлке расположена одноимённая железнодорожная станция, находящаяся на ветке Невинномысская — Джегута.
Территория Эркен-Шахарского сельского поселения на юге, юго-востоке и востоке граничит с землями Адыге-Хабльского района: южнее и юго-западнее находится аул Адыге-Хабль, юго-восточнее — село Садовое. На западе Эркен-Шахар почти вплотную примыкает к землям аула Эркен-Халк. На севере посёлок граничит с аулом Кубан-Халк, с которым Эркен-Шахар фактически слился в одно поселение (граница между населёнными пунктами проходит по железной дороге и оживлённой улице). К северу и северо-западу от посёлка, на противоположном берегу реки Кубань, расположена станица Беломечетская Ставропольского края.
В отличие от северного берега Кубани, возвышенного и прорезанного многочисленными балками (балка Ильиченкова восточнее Беломечетской, система балок правого притока Кубани реки Яман-Джалга восточнее и северо-восточнее Эркен-Шахара — балки Гатманова, Сотина, Басычкова, Макутина, Глубокая), посёлок Эркен-Шахар расположен на постепенно снижающейся на север и северо-запад террасированной равнине в междуречье реки Кубань и её левого притока реки Малый Зеленчук. Рельеф местности холмисто-волнистый, без резких колебаний относительных высот. Средние высоты на территории посёлка составляют 430 метров над уровнем моря.
Климат в посёлке умеренно-тёплый. Среднегодовая температура воздуха положительная и составляет около +8°С. Средняя температура июля +21-22°С, средняя температура января −4-5°С. Среднегодовое количество осадков составляет от 500 до 600 мм в год. Наибольшее количество осадков выпадает в весенне-летний период.

## История
В 1925 году началось строительство железнодорожной ветки от станицы Невинномысской до станицы Баталпашинской.
В 1928 году на месте современного посёлка была построена железнодорожная станция Эркен-Шахар, а также возник временный рабочий посёлок, жители которого занимались строительством железной дороги.
В 1929 году к северу от железнодорожной станции Эркен-Шахар переселенцами из аула Эркен-Халк было основано новое поселение Кубан-Халк.
В 1932-1935 годах в рабочем посёлке были построены мельница, зооветтехникум и школа коммунистической молодёжи.
В 1939 году на станции Эркен-Шахар была открыта железнодорожная начальная двухкомплектная школа.
В годы Великой Отечественной войны зооветеринарный техникум был переведён в село Первомайское Малокарачаевского района. На территории станции, на месте техникума, с 1941 по 1947 годы действовал спецотдел, в котором воспитывались сироты фронтовиков Керчи, Ленинграда, Москвы и Сталинграда. После расформирования детского дома в 1947 году было открыто сельхозучилище № 14, с 1957 года переименованное в СПТУ № 40 (впоследствии — профессиональный лицей № 1).
В 1959 году Совет министров СССР принял решение о создании крупного района свеклосеяния и производства сахара на территории Карачаево-Черкесской автономной области и Ставропольского края. В начале 1960-х годов для строительства в окрестностях железнодорожной станции крупнейшего на Северном Кавказе сахарного завода из разных частей страны по комсомольским путёвкам стали приезжать молодые специалисты с семьями.
В марте 1961 года началось строительство посёлка. Первоначально было построено 4 коттеджа и высажены деревья будущего парка.
В 1962 году началось строительство многоквартирных домов и основных объектов инфраструктуры (детского сада, средней школы и т.д.).
В 1964 году завершилось строительство сахарного завода, ставшего, с началом своей работы, одним из 4 наиболее мощных предприятий сахарной промышленности СССР. Этот год официально считается датой основания посёлка и сахарного завода. Новый посёлок получил своё названии от железнодорожной станции Эркен-Шахар. Был образован поселковый совет, в который, кроме посёлка Эркен-Шахар, вошёл и аул Кубан-Халк. К 1970 году Эркен-Шахар уже имел статус посёлка городского типа.
В 1964 году в окрестностях посёлка был заложен фруктовый плодопитомник, первоначально на территории в 50 га (к 1972 году его площадь уже составляла до 1 тыс. га). В 1966 году было завершено строительство школы. В 1967 году при сахарном заводе был построен дрожжевой цех, с 1971 года ставший полноценным дрожжевым заводом. В 1974 году на территории посёлка был построен комбикормовый завод.
По данным переписи населения 1989 года, аул Кубан-Халк на тот момент уже не обладал статусом отдельного населённого пункта, войдя в состав Эркен-Шахара (в качестве микрорайона в границах пгт территория бывшего аула обозначается на картах уже в первой половине 1980-х годов). В 1992 году посёлок городского типа Эркен-Шахар был преобразован в посёлок сельского типа. В 2001 году аул Кубан-Халк вновь выделился в самостоятельный населённый пункт. В 2007 году посёлок Эркен-Шахар стал административным центром новообразованного Ногайского района республики, выделившегося из состава Адыге-Хабльского района, в котором Эркен-Шахар находился с момента основания.

## Население
| 1970 | 1979  | 1989  | 2002  | 2010  | 2021  |
| ---- | ----- | ----- | ----- | ----- | ----- |
| 4840 | ↗5067 | ↘4974 | ↘4152 | ↗4184 | ↗4466 |

Национальный состав
По данным Всероссийской переписи населения 2002 года:
| Народ      | Численность, чел. | Доля от всего населения, % |
| ---------- | ----------------- | -------------------------- |
| ногайцы    | 1 778             | 42,8 %                     |
| русские    | 1 402             | 33,8 %                     |
| черкесы    | 286               | 6,9 %                      |
| абазины    | 173               | 4,2 %                      |
| карачаевцы | 81                | 2,0 %                      |
| украинцы   | 60                | 1,4 %                      |
| другие     | 372               | 9,0 %                      |
| всего      | 4 152             | 100 %                      |

По данным Всероссийской переписи населения 2010 года:
| Народ         | Численность, чел. | Доля от всего населения, % |
| ------------- | ----------------- | -------------------------- |
| ногайцы       | 1 989             | 47,5 %                     |
| русские       | 1 176             | 28,1 %                     |
| черкесы       | 293               | 7,0 %                      |
| абазины       | 185               | 4,4 %                      |
| карачаевцы    | 75                | 1,8 %                      |
| татары        | 71                | 1,7 %                      |
| азербайджанцы | 61                | 1,5 %                      |
| армяне        | 50                | 1,2 %                      |
| украинцы      | 36                | 0,9 %                      |
| другие        | 205               | 4,9 %                      |
| не указали    | 43                | 1,0 %                      |
| всего         | 4 184             | 100 %                      |

## Экономика
Главную роль в экономике посёлка играет Карачаево-Черкесский сахарный завод. Это единственный сахарный завод в Карачаево-Черкесской Республике, сырьё для производства сахара предприятию поставляют специализирующиеся на сахарной свёкле хозяйства Абазинского, Адыге-Хабльского, Ногайского, Прикубанского и Хабезского районов КЧР, города Черкесска, а также Кочубеевского района Ставропольского края. Ранее на заводе трудилось до 1200 человек, в конце 2010-х годов — около 450 человек (в период пиковой загрузки, данные 2009 года). Являясь, по некоторым данным, крупнейшим сахарным заводом страны, завод в Эркен-Шахаре при запуске имел производительность 50 тыс. центнеров в сутки, в 2000-х годах объёмы выработки колебались от 10 до 80 тыс. тонн сахара в год.
В числе других значимых предприятий — Эркен-Шахарский комбикормовый завод. Ранее имевшийся в посёлке дрожжевой завод выпускал сырые и сухие дрожжи (кормовые), используя в качестве сырья патоку, являвшуюся отходом производства сахарного завода. Число занятых на дрожжевом заводе доходило до 200 человек. В постсоветский период это предприятие прекратило работу.
Кроме того, в Эркен-Шахаре располагается несколько небольших производств (комбикормовый цех, мельница с элеватором, 2 деревообрабатывающих предприятия).
В сфере сельского хозяйства в посёлке ранее базировались объединение по откорму и доращиванию крупного рогатого скота мощностью до 20 тыс. голов (кормом служили в том числе сырьё и отходы сахарного завода — свекла, патока, жом), а также плодопитомнический совхоз.

## Религия
Ислам
- Местная религиозная организация мусульман-суннитов ханафитского мазхаба

Русская православная церковь
- Церковь преподобного Серафима Саровского[29]

## Памятники
- Памятник воинам-землякам, павшим в боях за Родину в годы Великой Отечественной войны[30].
- Памятник В. И. Ленину. Установлен в 1965 году на территории Эркен-Шахарского сахарного завода. Памятник истории местного значения с 1981 года, в соответствии с решением исполкома совета народных депутатов Ставропольского края[31].
- Бюст К. Маркса. Установлен в 1965 году на территории Эркен-Шахарского сахарного завода. Памятник истории местного значения с 1981 года, в соответствии с решением исполкома совета народных депутатов Ставропольского края[31].